# Grand-Zambi
Pour les articles homonymes, voir Zambi.
Grand-Zambi est un village de la Région du Sud du Cameroun qui appartient administrativement à l'arrondissement de Bipindi, commune dont le village est distant de 28,7 km dans le département de l'Océan.

## Géographie
Il est localisé à 3° 2' 60 N et 10° 16' 60 E.

## Population et société

### Démographie
Grand-Zambi comptait 437 habitants lors du recensement de 2005.

### Éducation et développement
Le 5 juin 2016, sous les auspices du Centre international de recherche et de documentation sur les traditions et les langues africaines (Cerdotola), le chercheur Jean Nke Ndi a soutenu, dans le cadre du campement pygmée de Grand-Zambi, une thèse de doctorat en sciences politiques et sociales intitulée « gestion des écosystèmes forestiers par les pygmées Bakola-Bagielli et voisins Bantu au Sud du Cameroun face à l’exploitation néolibérale », dirigée par Charles Binam Bikoï. Dans cette thèse, il soutient l'idée que les pygmées sont de grands savants des écosystèmes forestiers. Le jury universitaire, d'une façon inédite, était composé en partie de représentants pygmées et d'universitaires.